# Fleetwood Town Football Club
Fleetwood Town Football Club é um time de futebol inglês com sede em Fleetwood que disputa a Football League One.

## História
Na temporada 2007-08, Fleetwood venceu a Premier League do Norte, sendo promovido à Conference North. Ao longo do caminho, eles estabeleceram um novo recorde de público para a divisão, e foram facilmente o time com mais suporte na Premier Division.
Para a temporada 2010-11, o clube transformou todos os seus jogadores em profissionais em tempo integral, embora isso tenha resultado na saída de alguns jogadores do clube, incluindo o antigo capitão Jamie Milligan. O clube passou a maior parte da temporada nas posições de play-off ou perto delas, eventualmente se classificando ao terminar em quinto lugar. Nas semifinais do play-off, contra Wimbledon, um novo recorde de público de 4.112 foi estabelecido na partida em casa, mas Fleetwood perdeu os dois jogos com um placar agregado de 8–1.

## Títulos
- Conference National: 2011-12
- Northern Premier League Premier Division: 2007-08
- Northern Premier League First Division: 1987-88
- North West Counties Football League Premier Division: 2004-05
- North West Counties Football League First Division: 1983–84, 1998–99
- Lancashire Combination: 1923-24
- Lancashire League West Division Reserve League: 2008-09
- Northern Premier League Challenge Cup: 1971, 2007
- Northern Premier League President's Cup: 1990
- North West Counties Football League First Division Trophy: 1999
- Lancashire Combination Cup: 1926, 1932, 1933, 1934
- Peter Swales Memorial Shield: 2008

## Recordes
- Vitória recorde: 13-0 contra Oldham Town em 5 de dezembro de 1998, North West Counties League Division Two
- Derrota recorde: 0–9 contra Bradford City em 26 de novembro de 1949, primeira rodada da FA Cup, 1949–50
- Melhor desempenho na liga: 4º na Football League One (terceira divisão) 2016–17
- Melhor desempenho na FA Cup: 5ª Rodada – 2022–23
- Melhor desempenho na Copa da Liga: 3ª Rodada – 2020–21
- Melhor desempenho no Troféu EFL: Final da Área Norte – 2013–14, 2015–16
- Melhor desempenho no Troféu FA: 2ª Rodada – 2009–10
- Melhor desempenho do FA Vase: vice-campeão - 1984-85
- Taxa de transferência paga: £ 400.000 – Kyle Dempsey de Huddersfield Town em maio de 2017
- Taxa de transferência recebida: £ 1.700.000 – Jamie Vardy para o Leicester City em maio de 2012 (uma venda recorde fora da liga)